# Station Dorinne-Durnal
Het station Dorinne-Durnal is een spoorwegstation langs spoorlijn 128 dat Dorinne en Durnal, beide deelgemeenten van de gemeente Yvoir, bedient.
Het stationsgebouw is van het type 1893 R6 en werd opgetrokken in de lokale steen. Het station heeft een uitwijkspoor en een goederenkoer.
Het station is een van de gerestaureerde stations van de toeristische trein op de Bocqlijn (lijn 128) vanuit station Ciney. Momenteel is dit spoor terug in gebruik tot in station Purnode.

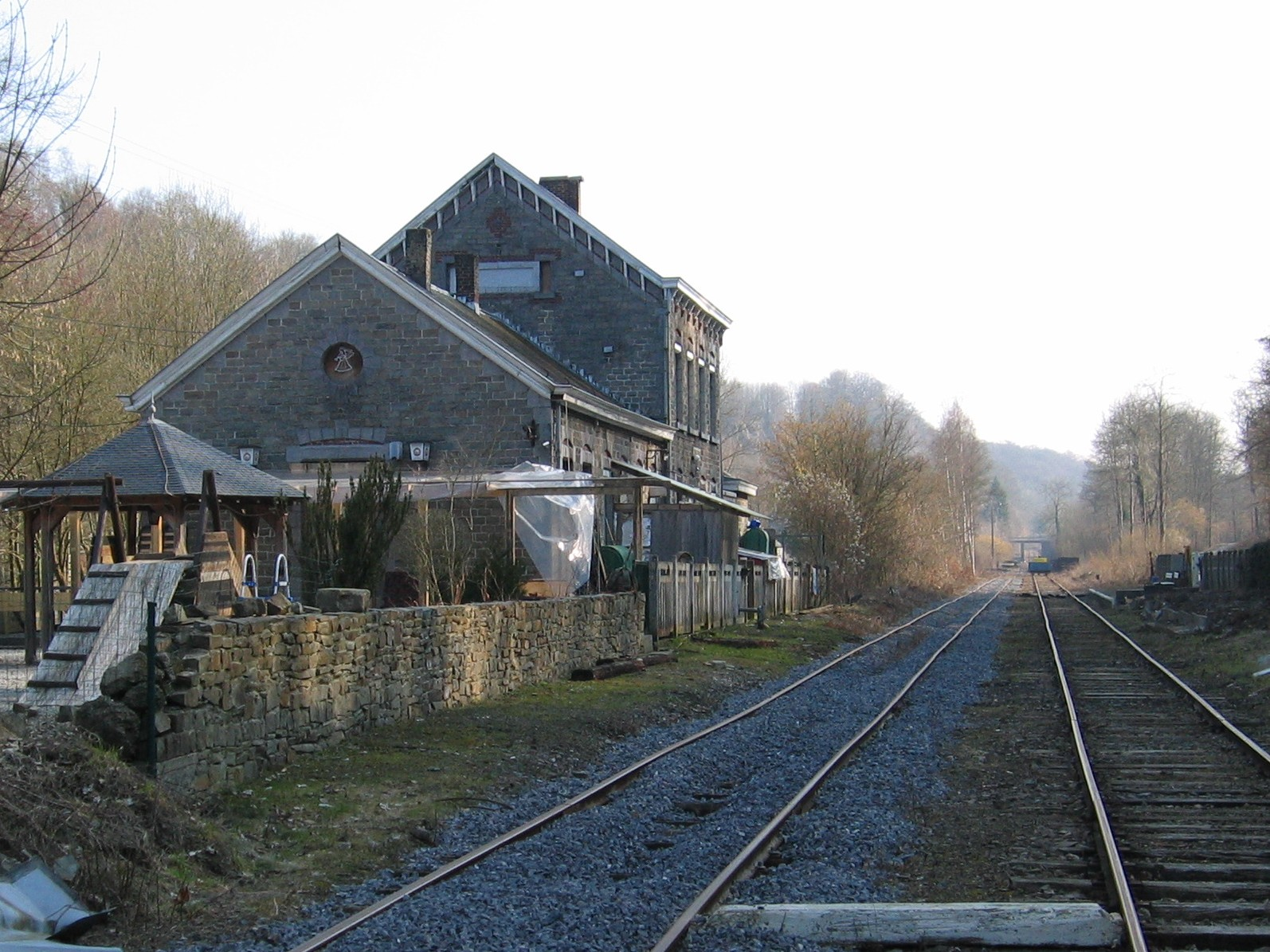
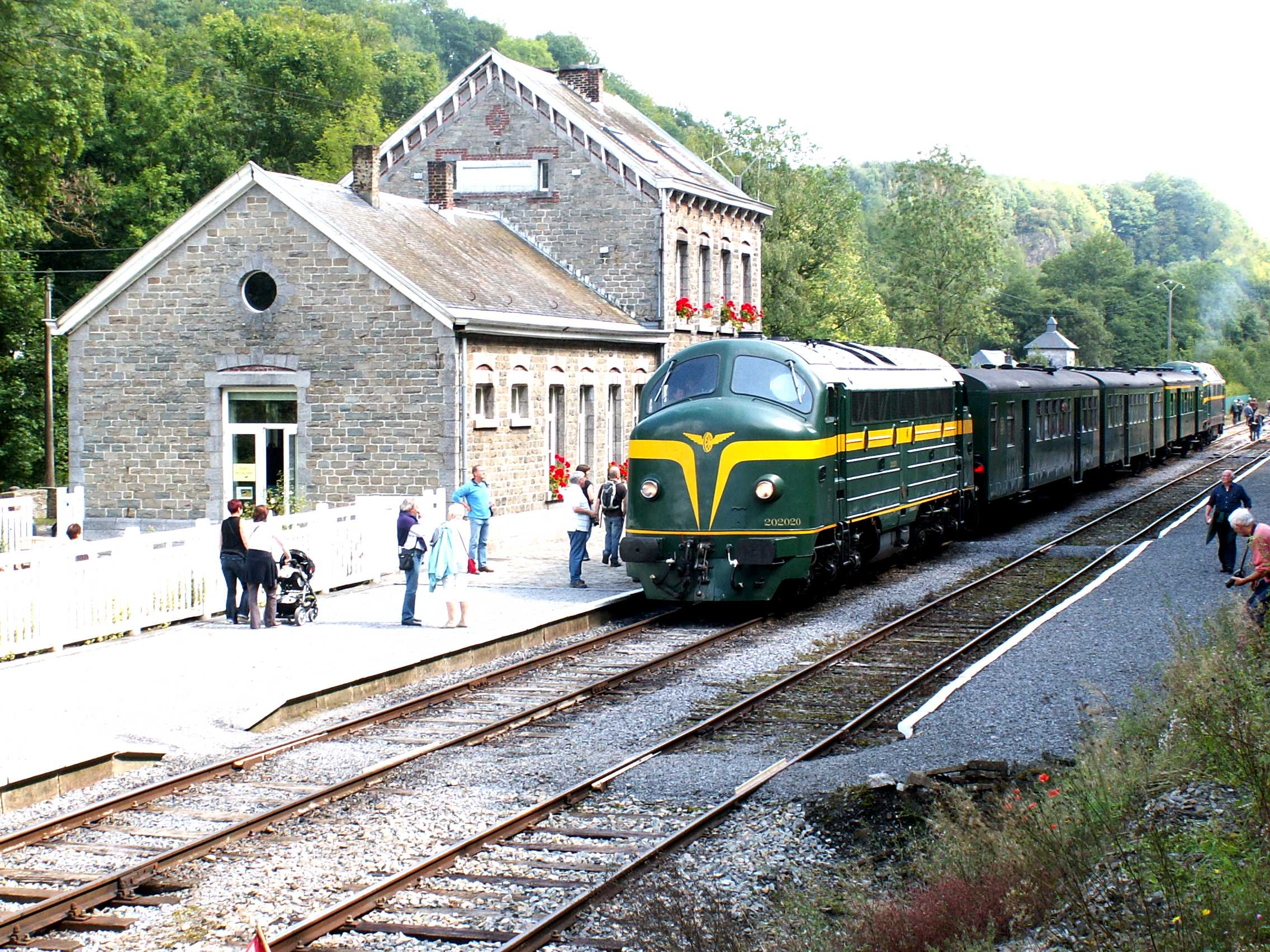

0,0: Ciney ·
1,9: Halloy ·
3,5: Braibant ·
6,1: Sovet ·
6,9: Senenne ·
8,8: Spontin ·
9,8: Spontin-Sources ·
11,6: Dorinne-Durnal ·
14,2: Purnode ·
16,0: Évrehailles-Bauche ·
18,5: Yvoir-Carrière ·
20,7: Yvoir